# دوست داشتن را به من یاد بده
دوست داشتن را به من یاد بده (به ترکی استانبولی: Bana Sevmeyi Anlat) یک مجموعه تلویزیونی درام تلویزیونی ترکیه است که توسط آی یاپیم تولید می‌شود و برای اولین بار در ۲۶ اوت ۲۰۱۶ از شبکه فاکس ترکیه پخش شد.
این سریال جمعه‌ها و دوشنبه‌ها ساعت ۲۰:۰۰ به وقت ترکیه پخش می‌شد. آخرین قسمت در تاریخ ۳۰ ژانویه ۲۰۱۷ پخش شد و سریال به دلیل رتبه‌بندی پایین به پایان رسید.

## داستان
آلپر ارن یک آشپز معروف است و رستوران خودش را دارد، او با برنا ازدواج کرده‌است و آن‌ها یک دختر به نام چیچک دارند. آن‌ها می‌خواهند از هم جدا شوند زیرا همیشه درگیر هستند و برنا مخفیانه با بهترین دوست آلپر، اونور رابطه دارد.
روزی جیهان، برادر آلپر، به دنبال اونور بود تا پول اجاره رستوران را به دست آورد. اما اونور پول را دزدید. برنا هم دنبال اونور بود. جیهان می‌دانست که برنا و اونور با هم رابطه دارند. آن‌ها در اتومبیل بحث می‌کردند که منجر به تصادف رانندگی شد. جیهان درگذشت، اما برنا در کما بود.
اکنون آلپر باید از دختران جیهان، ایلول و مرجان مراقبت کند. آلپر همچنین از نظر اقتصادی در تلاش است زیرا اونور همه پول را دزدیده‌است، بنابراین مجبور است رستوران و خانه خود را بفروشد. هاشمت، یک مرد ثروتمند و تاجر می‌خواهد یک رستوران افتتاح کند. انگین دست راست او که همچنین دوست دوران کودکی آلپر است، به هاشمت می‌گوید که دوست او آلپر یک آشپز است و می‌خواهد آن‌ها برای کمک به آلپر با یکدیگر همکاری کنند. آلپر و هاشمت شریک می‌شوند. هاشمت در عروسی خود از آلپر دعوت می‌کند.
طلاق و مادر مجرد، لیلا آیدین به همراه پدر، نامادری، خواهر و برادرهای ناتنی و پسرش در آلمان زندگی می‌کند. آن‌ها در حالی که با هم کنار نمی‌آیند و مشکلات مالی ندارند، برای زندگی مشترک تلاش می‌کنند. پدرش برای هاشمت کار می‌کند. روزی هاشمت به یک مترجم احتیاج دارد و پدرش صالح به هاشمت می‌گوید که لیلا می‌تواند زبان‌های مختلفی را ترجمه کند. او را ملاقات می‌کند و از زیبایی او متحیر می‌شود، عاشق می‌شود. بعد از چند روز هاشمت می‌خواهد با لیلا ازدواج کند. او به خاطر پسرش موافقت می‌کند، چون مخارج زندگی خود را تأمین می‌کند و می‌داند که هاشمت می‌تواند چیزهایی برای او و پسرش فراهم کند. در روز عروسی او فرار می‌کند زیرا متوجه می‌شود که هاشمت در یک تجارت خطرناک نقش دارد و یک مجرم است. در حالی که لیلا از عروسی فرار می‌کند، او به نزدیک‌ترین اتومبیل که ماشین آلپر است می‌پرد، بنابراین حالا آلپر باید او را از دست هاشمت پنهان کند. سفر و داستان عشق آن‌ها از اینجا شروع می‌شود. با این حال، مشکلاتی وجود دارد که هاشمت در انتهای زمین برای او جستجو می‌کند و بعداً همسر آلپر، برنا از کما بیدار می‌شود.

## بازیگران

### اصلی
- کادیر دوغلو به عنوان آلپر ارن،
- سدا باکان به عنوان لیلا آیدین ارن
- مصطفی اوستونداع به عنوان هاشمت توعجو
- دولونای سویسرت به عنوان جانان گونگور
- کادیر چرمیک به عنوان صالح آیدین
- ماهپری مرت‌اوغلو به عنوان آیلا آیدین
- جمیل بویوکدوعرلی به عنوان اونور بوزان
- بیهتر دینچل به عنوان سوزان گیرای
- سردار اوزر به عنوان انگین کارگی
- آصلی اورجان به عنوان برنا ارن
- بهادر وطن‌اوغلو به عنوان هاکوردی آیدین
- مینه کیلیچ به عنوان ازگی گونش
- امیر چوبوکچو به عنوان بوراک توعجو
- گلپر اوزدمیر به عنوان سیمگه آیدین
- ایلایدا آلیشان به عنوان ایلول ارن
- ناز سایینر به عنوان مرجان ارن
- صلاح تولگا تونجر
- چیسم چانجی
- لاوینیا اونلور به عنوان چیچک ارن

## بررسی اجمالی
| فصل | فصل | قسمت‌ها | قسمت‌ها | پخش اصلی    | پخش اصلی       |
| فصل | فصل | قسمت‌ها | قسمت‌ها | اولین پخش   | آخرین پخش      |
| --- | --- | ------ | ------ | ----------- | -------------- |
|     | ۱   | ۲۲     | ۲۲     | ۲۶ اوت ۲۰۱۶ | ۳۰ ژانویه ۲۰۱۷ |